# Diploschistes actinostoma
Diploschistes actinostoma är en lavart som först beskrevs av Erik Acharius, och fick sitt nu gällande namn av Alexander Zahlbruckner 1924. Diploschistes actinostoma ingår i släktet Diploschistes och familjen Thelotremataceae.   Inga underarter finns listade i Catalogue of Life.